# Carl-Gustaf Thomasson
Carl-Gustaf Thomasson, född 7 januari 1900 i Lund, död 21 oktober 1980, var en svensk författare och översättare.
Thomasson studerade vid Lunds universitet, där han 1926 avlade kansliexamen. Han var medarbetare i båda upplagorna av Svensk uppslagsbok, i Sveriges statskalender (1948–1970) samt i tidskrifter och dagspress. Han utförde översättnings-, gransknings- och utredningsarbeten. Thomasson är begravd på Norra kyrkogården i Lund.